# Vlag van Ruinerwold

Vlag van Ruinerwold
(1976-1998)

De vlag van Ruinerwold werd op 18 maart 1976 bij raadsbesluit vastgesteld als de gemeentelijke vlag van de Drentse gemeente Ruinerwold. De vlag kan als volgt worden beschreven:
De broeking rood en beladen met een witte malie met een hoogte van 1/3 van de vlaghoogte op het midden, vergezeld van 12 witte penningen, ruitvormig in vier rijen van drie gerangschikt; de vlucht geel, met op de halve vlaghoogte een zwarte baan met een hoogte van 1/4 van de vlaghoogte, beladen met drie witte rozen met een geel hart, naast elkaar geplaatst op het midden van de baan.
De kleuren en het motief van de vlag zijn ontleend aan het gemeentewapen. De malie en penningen in de broeking refereren aan de bestuursvorm van de vijftiende tot de zeventiende eeuw, met "een heer en twaalven"; de vlucht is afgeleid van het wapen van het geslacht Van Ruinen, eerste bezitters van de heerlijkheid.
In 1998 ging Ruinerwold op in de gemeenten De Wolden en Meppel. Hierdoor kwam de gemeentevlag te vervallen.

## Verwant symbool

Wapen van Ruinerwold

Anloo 
· Beilen 
· Borger 
· Dalen 
· Diever 
· Dwingeloo 
· Eelde 
· Gasselte 
· Gieten 
· Havelte 
· Nijeveen 
· Norg 
· Odoorn 
· Oosterhesselen 
· Peize 
· Roden 
· Rolde 
· Ruinen 
· Ruinerwold 
· Schoonebeek 
· Sleen 
· Smilde 
· Vledder 
· Vries 
· Westerbork 
· de Wijk 
· Zuidlaren 
· Zuidwolde 
· Zweeloo